# Nordjyllands Storkreds
Der Nordjyllands Storkreds ist ein Mehrpersonenwahlkreis bei Folketingswahlen in Dänemark. Er besteht seit der Folketingswahl 2007, zählt zum Landesteil Midtjylland-Nordjylland und entspricht demselben Gebiet wie die Region Nordjylland. Vor 2007 bestanden auf diesem Gebiet das Nordjyllands Amt sowie Teile des Viborg Amt und des Århus Amt.

## Opstillingskredse
Der Nordjyllands Storkreds umfasst neun Opstillingskredse (Aufstellungskreise). In Klammern angegeben ist die Zahl der Wahlberechtigten bei der Wahl 2022:
- 84 – Frederikshavn (46.519)
- 85 – Hjørring (48.489)
- 86 – Brønderslev (56.046)
- 87 – Thisted (47.441)
- 88 – Himmerland (49.123)
- 89 – Mariagerfjord (31.658)
- 90 – Aalborg Øst (64.511)
- 91 – Aalborg Vest (50.791)
- 92 – Aalborg Nord (52.978)

## Wahlergebnisse

### Stimmenanteile
Die Socialdemokraterne erhielten bei allen bisherigen Wahlen zum Folketing im Wahlkreis die meisten Stimmen. Ihre Anteile liegen im Nordjyllands Storkreds zudem leicht höher als im landesweiten Durchschnitt. Auch die Venstre konnte mit Ausnahme der Folketingswahl 2007 stets leicht bessere Ergebnisse verzeichnen als im Gesamtergebnis. Sehr deutlich fiel eine solche Differenz zum landesweiten Abschneiden bei den Danmarksdemokraterne bei ihrem Debüt 2022 aus; das landesweite Ergebnis von 8 % wurde im Nordjyllands Storkreds mit 15,2 % weit übertroffen. Während die Dansk Folkeparti stets vergleichbar zum Landesergebnis abschneidet, lagen die Ergebnisse der Radikale Venstre, Socialistisk Folkeparti und der Enhedsliste bisher immer unter dem Landesdurchschnitt.
| Wahl | Wahl  | Wahl- berechtigte | Wahl- beteiligung | A    | B   | C    | D   | E   | F    | I 1 | K   | M   | O    | P   | Q   | V    | Æ    | Ø   | Å   | Sonst. |
| ---- | ----- | ----------------- | ----------------- | ---- | --- | ---- | --- | --- | ---- | --- | --- | --- | ---- | --- | --- | ---- | ---- | --- | --- | ------ |
| 2007 | [ 2 ] | 435.436           | 85,3              | 29,3 | 3,9 | 13,4 | —   | —   | 10,3 | 1,8 | 1,1 | —   | 13,6 | —   | —   | 25,5 | —    | 1,1 | —   | —      |
| 2011 | [ 3 ] | 437.180           | 86,6              | 30,3 | 6,9 | 05,4 | —   | —   | 08,7 | 4,0 | 0,8 | —   | 12,1 | —   | —   | 27,4 | —    | 4,4 | —   | 0,0    |
| 2015 | [ 4 ] | 440.764           | 84,8              | 30,0 | 3,1 | 02,7 | —   | —   | 03,3 | 5,9 | 0,9 | —   | 21,9 | —   | —   | 23,2 | —    | 6,1 | 2,8 | 0,0    |
| 2019 | [ 5 ] | 444.951           | 83,2              | 33,9 | 5,1 | 04,9 | 2,0 | 0,8 | 05,4 | 1,9 | 1,6 | —   | 09,5 | 1,7 | —   | 26,8 | —    | 4,3 | 2,0 | —      |
| 2022 | [ 1 ] | 447.556           | 83,9              | 34,0 | 2,4 | 04,4 | 3,5 | —   | 05,7 | 7,1 | 0,4 | 6,3 | 01,9 | —   | 0,3 | 14,0 | 15,2 | 3,0 | 1,9 | 0,1    |

### Mandate
Der Nordjyllands Storkreds konnte bei bisher jeder Folketingswahl 15 Wahlkreismandate vergeben. In Klammern angegeben ist zudem die Zahl der Ausgleichsmandate, die zusätzlich an Kandidaten aus dem Wahlkreis fielen.
| Wahl | Gesamt | A     | B     | C     | D     | F     | I 1   | M   | O     | V     | Æ   | Ø     | Å     |
| ---- | ------ | ----- | ----- | ----- | ----- | ----- | ----- | --- | ----- | ----- | --- | ----- | ----- |
| 2007 | 15 (5) | 5 (1) | 0 (1) | 2 (1) | —     | 2 —   | 0 —   | —   | 2 (1) | 4 (1) | —   | 0 —   | —     |
| 2011 | 15 (4) | 5 (1) | 1 —   | 1 —   | —     | 1 (1) | 0 (1) | —   | 2 —   | 5 —   | —   | 0 (1) | —     |
| 2015 | 15 (4) | 5 (1) | 0 (1) | 0 —   | —     | 0 (1) | 1 —   | —   | 4 —   | 4 —   | —   | 1 —   | 0 (1) |
| 2019 | 15 (4) | 6 (1) | 1 —   | 1 —   | 0 —   | 1 —   | 0 —   | —   | 1 (1) | 5 —   | —   | 0 (1) | 0 (1) |
| 2022 | 15 (6) | 7 —   | 0 (1) | 0 (1) | 0 (1) | 1 —   | 1 —   | 1 — | 0 —   | 2 (1) | 3 — | 0 (1) | 0 (1) |